# Las Garzas (Reforma)
Las Garzas és una localitat del municipi de Reforma situat en el nord-oest de l'estat mexicà de Chiapas. Se situa a una elevació de 14 metres sobre el nivell de la mar.
Segons el Sondatge de Població i Habitatge 2020, efectuat per l'Institut Nacional d'Estadística i Geografia de Mèxic, la localitat de Las Garzas té 121 habitants, dels quals 61 són del sexe masculí i 60 del sexe femení. La taxa de fecunditat és d'1,24 fills per dona i hi ha un total de 43 habitatges particulars habitats.
| Gràfica d'evolució demogràfica de Las Garzas entre 1990 i 2020 |
|                                                                |